# Baćica
Baćica (izvirno srbsko Баћица) je naselje v Srbiji, ki upravno spada pod Občino Tutin; slednja pa je del Raškega upravnega okraja.

## Demografija
V naselju, katerega izvirno (srbsko-cirilično) ime je Баћица, živi 224 polnoletnih prebivalcev, pri čemer je njihova povprečna starost 30,0 let (29,9 pri moških in 30,1 pri ženskah). Naselje ima 55 gospodinjstev, pri čemer je povprečno število članov na gospodinjstvo 6,31.
Po popisu iz leta 2002 je naselje večinoma bošnjaško, a v času zadnjih treh popisov je opazno zmanjšanje števila prebivalcev.
|  |

| Demografija | Demografija     | Demografija     |
| Leto        | Št. prebivalcev | Št. prebivalcev |
| ----------- | --------------- | --------------- |
|             |                 |                 |
|             |                 |                 |
|             |                 |                 |
|             |                 |                 |
| 1948        | 346             |                 |
| 1953        | 391             |                 |
| 1961        | 451             |                 |
| 1971        | 506             |                 |
| 1981        | 521             |                 |
| 1991        | 441             | 417             |
| 2002        | 405             | 347             |
|             |                 |                 |

| Etnična sestava po popisu iz leta 2002 | Etnična sestava po popisu iz leta 2002 | Etnična sestava po popisu iz leta 2002 | Etnična sestava po popisu iz leta 2002 | Etnična sestava po popisu iz leta 2002 |
| -------------------------------------- | -------------------------------------- | -------------------------------------- | -------------------------------------- | -------------------------------------- |
| Bošnjaki                               | Bošnjaki                               |                                        | 345                                    | 99,42%                                 |
| Srbi                                   | Srbi                                   |                                        | 1                                      | 0,28%                                  |
| Neznano                                | Neznano                                |                                        | 1                                      | 0,28%                                  |